# Le Sauveur de l'humanité
Pour les articles homonymes, voir Sauveur.
Le Sauveur de l'humanité (c'est toi) (titre original : Only you can save Mankind) est le premier livre de la trilogie Les Aventures de Johnny Maxwell, de l'écrivain anglais Terry Pratchett, publié en 1992 puis traduit en français et paru en 1994 chez L'Atalante, traduit par Patrick Couton.

## Résumé
Johnny Maxwell a 12 ans et vit dans la petite ville anglaise de Blackbury. Ses parents sont en Période de Crise conjugale, et le laissent souvent seul. Ses copains sont Bloblotte, qui a des problèmes de poids et pirate des jeux vidéo, Bigmac, le dernier skinhead de Blackbury qui habite l'immeuble le plus affreux de la région et Pas-d'man, qui est noir mais qui ne dit jamais man.
Dans son jeu vidéo favori, Le Sauveur de l'Humanité, Johnny doit descendre tous les aliens (les Screewees) qui passent, mais un jour ils  se rendent et demandent qu'on les laisse rentrer chez eux. Johnny les laisse partir et dans le monde entier, tous les joueurs se retrouvent devant un espace vide, sans aucun alien à détruire.

## Thèmes
Thèmes évoqués dans le roman :
- Parallèle entre les jeux vidéo (ou les films) et la réalité : Johnny vit dans notre monde le jour et dans celui des aliens lorsqu'il dort. Le livre est rempli d'allusions à la série de films Alien.
- Les filles et les jeux vidéo : Johnny trouve plus fort que lui aux jeux vidéo en la personne de Kirsty, qui se fait appeler Sigourney en référence à Alien (et à l'actrice Sigourney Weaver).
- L'adolescence et les liens de Johnny avec ses parents en instance de séparation.